# Saint-Jean-de-Buèges
Saint-Jean-de-Buèges è un comune francese di 202 abitanti situato nel dipartimento dell'Hérault nella regione dell'Occitania.

## Società

### Evoluzione demografica
Abitanti censiti